# 球果植物
球果植物（きゅうかしょくぶつ、毬果植物、Coniferae）は、裸子植物の1系統群で、葉として針葉、生殖器官として球果（毬果）を持つ。球果類（きゅうかるい）や球果植物類、針葉樹類（しんようじゅるい）とも呼ばれる。かつては松柏類（しょうはくるい）とも呼ばれた。現生裸子植物の中で最も優占しているグループである。
ヒノキ類とマツ類の2つの単系統群を含み、グネツム類を除く球果植物は側系統群となる。グネツム類を含む単系統群（マツ綱）に拡張して「針葉樹類」の名を用いることもある。
本項では、ヒノキ類とマツ類からなる伝統的な側系統群について述べる。

## 名称
学名 Coniferae は、国際藻類・菌類・植物命名規約 (ICN) における特徴名 (descriptive name) であり、PhyloCode におけるクレード名としても定義されている。後者では「マツ科とヒノキ類を含む最小クレード」として定義されているため、単系統性維持のためグネツム類を含むことになり、Yang et al. (2022) におけるマツ綱 Pinopsida と同義となる。Coniferae は球果 (cōnus) をつける (ferō) というラテン語に由来する。
現生裸子植物 Acrogymnospermae は現在は単系統群であることが分かっているが、かつては形態などの情報から被子植物の側系統群であることが示唆されており、現生裸子植物を構成する4群イチョウ類、ソテツ類、球果植物（針葉樹類）、そしてグネツム類が、それぞれ独立の綱、ひいては門として扱われることがあった。その場合、球果植物は球果植物綱（針葉樹綱、球果綱） Coniferopsida (Coniferae)、球果植物門（針葉樹門） Coniferophytaと呼ばれる。また、生殖器官の連続的な変化から化石植物であるコルダイテス類とボルチア類は球果植物（針葉樹類）に含まれると考えられることも多く、その場合現生の球果植物は1つの目としてまとめられ、針葉樹目（球果植物目）Conideralesと呼ばれることもあった。また、現生裸子植物の4群をそれぞれ亜綱の階級に置くこともあり、球果植物はマツ亜綱と呼ばれたこともある。

## 系統関係
分類については「マツ綱」を参照
以下に Yang et al. (2022) に基づく現生裸子植物 Pinophytina (=Acrogymnospermae) の系統樹を示す。広義の針葉樹類（マツ綱）に内包されるグネツム類はかつては被子植物との形態の類似性から、被子植物の姉妹群とみなされていた。ヒノキ目をナンヨウスギ目を含む単系統群（ヒノキ類）の意味で用いることもある。また、「マツ目」や「マツ類」の名は球果植物を指すこともあった。このように、分類体系によって異なる分類階級に置かれることも多く、各クレード名は別の名前（学名）で呼ばれることも多い。
また、ヒノキ目に含まれるイチイ科は典型的な雌性球果を持たないことから、球果植物から除外し、独自のイチイ綱 Taxopsida やイチイ目 Taxales に置かれることもあった。
| ソテツ類    | ソテツ目 Cycadales    |
| Cycadopsida | ソテツ目 Cycadales    |
| イチョウ類  | イチョウ目 Ginkgoales |
| Ginkgopsida | イチョウ目 Ginkgoales |

|  | マオウ科 Ephedraceae                                                                      |
|  |                                                                                           |
|  | \| \| ウェルウィッチア科 Welwitschiaceae \| \| \| \| \| \| マオウ科 Gnetaceae \| \| \| \| |
|  |                                                                                           |
|  | ウェルウィッチア科 Welwitschiaceae                                                        |
|  |                                                                                           |
|  | マオウ科 Gnetaceae                                                                        |
|  |                                                                                           |

|  | ウェルウィッチア科 Welwitschiaceae |
|  |                                    |
|  | マオウ科 Gnetaceae                 |
|  |                                    |

|  | マオウ科 Ephedraceae                                                                      |
|  |                                                                                           |
|  | \| \| ウェルウィッチア科 Welwitschiaceae \| \| \| \| \| \| マオウ科 Gnetaceae \| \| \| \| |
|  |                                                                                           |
|  | ウェルウィッチア科 Welwitschiaceae                                                        |
|  |                                                                                           |
|  | マオウ科 Gnetaceae                                                                        |
|  |                                                                                           |

|  | ウェルウィッチア科 Welwitschiaceae |
|  |                                    |
|  | マオウ科 Gnetaceae                 |
|  |                                    |

|  | コウヤマキ科 Sciadopityaceae                                                |
|  |                                                                             |
|  | \| \| ヒノキ科 Cupressaceae \| \| \| \| \| \| イチイ科 Taxaceae \| \| \| \| |
|  |                                                                             |
|  | ヒノキ科 Cupressaceae                                                       |
|  |                                                                             |
|  | イチイ科 Taxaceae                                                           |
|  |                                                                             |

|  | ヒノキ科 Cupressaceae |
|  |                       |
|  | イチイ科 Taxaceae     |
|  |                       |

|  | ナンヨウスギ科 Araucariaceae |
|  |                              |
|  | マキ科 Podocarpaceae         |
|  |                              |

|  | コウヤマキ科 Sciadopityaceae                                                |
|  |                                                                             |
|  | \| \| ヒノキ科 Cupressaceae \| \| \| \| \| \| イチイ科 Taxaceae \| \| \| \| |
|  |                                                                             |
|  | ヒノキ科 Cupressaceae                                                       |
|  |                                                                             |
|  | イチイ科 Taxaceae                                                           |
|  |                                                                             |

|  | ヒノキ科 Cupressaceae |
|  |                       |
|  | イチイ科 Taxaceae     |
|  |                       |

|  | ナンヨウスギ科 Araucariaceae |
|  |                              |
|  | マキ科 Podocarpaceae         |
|  |                              |

|  | マオウ科 Ephedraceae                                                                      |
|  |                                                                                           |
|  | \| \| ウェルウィッチア科 Welwitschiaceae \| \| \| \| \| \| マオウ科 Gnetaceae \| \| \| \| |
|  |                                                                                           |
|  | ウェルウィッチア科 Welwitschiaceae                                                        |
|  |                                                                                           |
|  | マオウ科 Gnetaceae                                                                        |
|  |                                                                                           |

|  | ウェルウィッチア科 Welwitschiaceae |
|  |                                    |
|  | マオウ科 Gnetaceae                 |
|  |                                    |

|  | マオウ科 Ephedraceae                                                                      |
|  |                                                                                           |
|  | \| \| ウェルウィッチア科 Welwitschiaceae \| \| \| \| \| \| マオウ科 Gnetaceae \| \| \| \| |
|  |                                                                                           |
|  | ウェルウィッチア科 Welwitschiaceae                                                        |
|  |                                                                                           |
|  | マオウ科 Gnetaceae                                                                        |
|  |                                                                                           |

|  | ウェルウィッチア科 Welwitschiaceae |
|  |                                    |
|  | マオウ科 Gnetaceae                 |
|  |                                    |

|  | コウヤマキ科 Sciadopityaceae                                                |
|  |                                                                             |
|  | \| \| ヒノキ科 Cupressaceae \| \| \| \| \| \| イチイ科 Taxaceae \| \| \| \| |
|  |                                                                             |
|  | ヒノキ科 Cupressaceae                                                       |
|  |                                                                             |
|  | イチイ科 Taxaceae                                                           |
|  |                                                                             |

|  | ヒノキ科 Cupressaceae |
|  |                       |
|  | イチイ科 Taxaceae     |
|  |                       |

|  | ナンヨウスギ科 Araucariaceae |
|  |                              |
|  | マキ科 Podocarpaceae         |
|  |                              |

|  | コウヤマキ科 Sciadopityaceae                                                |
|  |                                                                             |
|  | \| \| ヒノキ科 Cupressaceae \| \| \| \| \| \| イチイ科 Taxaceae \| \| \| \| |
|  |                                                                             |
|  | ヒノキ科 Cupressaceae                                                       |
|  |                                                                             |
|  | イチイ科 Taxaceae                                                           |
|  |                                                                             |

|  | ヒノキ科 Cupressaceae |
|  |                       |
|  | イチイ科 Taxaceae     |
|  |                       |

|  | ナンヨウスギ科 Araucariaceae |
|  |                              |
|  | マキ科 Podocarpaceae         |
|  |                              |

| ソテツ類    | ソテツ目 Cycadales    |
| Cycadopsida | ソテツ目 Cycadales    |
| イチョウ類  | イチョウ目 Ginkgoales |
| Ginkgopsida | イチョウ目 Ginkgoales |

|  | マオウ科 Ephedraceae                                                                      |
|  |                                                                                           |
|  | \| \| ウェルウィッチア科 Welwitschiaceae \| \| \| \| \| \| マオウ科 Gnetaceae \| \| \| \| |
|  |                                                                                           |
|  | ウェルウィッチア科 Welwitschiaceae                                                        |
|  |                                                                                           |
|  | マオウ科 Gnetaceae                                                                        |
|  |                                                                                           |

|  | ウェルウィッチア科 Welwitschiaceae |
|  |                                    |
|  | マオウ科 Gnetaceae                 |
|  |                                    |

|  | マオウ科 Ephedraceae                                                                      |
|  |                                                                                           |
|  | \| \| ウェルウィッチア科 Welwitschiaceae \| \| \| \| \| \| マオウ科 Gnetaceae \| \| \| \| |
|  |                                                                                           |
|  | ウェルウィッチア科 Welwitschiaceae                                                        |
|  |                                                                                           |
|  | マオウ科 Gnetaceae                                                                        |
|  |                                                                                           |

|  | ウェルウィッチア科 Welwitschiaceae |
|  |                                    |
|  | マオウ科 Gnetaceae                 |
|  |                                    |

|  | コウヤマキ科 Sciadopityaceae                                                |
|  |                                                                             |
|  | \| \| ヒノキ科 Cupressaceae \| \| \| \| \| \| イチイ科 Taxaceae \| \| \| \| |
|  |                                                                             |
|  | ヒノキ科 Cupressaceae                                                       |
|  |                                                                             |
|  | イチイ科 Taxaceae                                                           |
|  |                                                                             |

|  | ヒノキ科 Cupressaceae |
|  |                       |
|  | イチイ科 Taxaceae     |
|  |                       |

|  | ナンヨウスギ科 Araucariaceae |
|  |                              |
|  | マキ科 Podocarpaceae         |
|  |                              |

|  | コウヤマキ科 Sciadopityaceae                                                |
|  |                                                                             |
|  | \| \| ヒノキ科 Cupressaceae \| \| \| \| \| \| イチイ科 Taxaceae \| \| \| \| |
|  |                                                                             |
|  | ヒノキ科 Cupressaceae                                                       |
|  |                                                                             |
|  | イチイ科 Taxaceae                                                           |
|  |                                                                             |

|  | ヒノキ科 Cupressaceae |
|  |                       |
|  | イチイ科 Taxaceae     |
|  |                       |

|  | ナンヨウスギ科 Araucariaceae |
|  |                              |
|  | マキ科 Podocarpaceae         |
|  |                              |

|  | マオウ科 Ephedraceae                                                                      |
|  |                                                                                           |
|  | \| \| ウェルウィッチア科 Welwitschiaceae \| \| \| \| \| \| マオウ科 Gnetaceae \| \| \| \| |
|  |                                                                                           |
|  | ウェルウィッチア科 Welwitschiaceae                                                        |
|  |                                                                                           |
|  | マオウ科 Gnetaceae                                                                        |
|  |                                                                                           |

|  | ウェルウィッチア科 Welwitschiaceae |
|  |                                    |
|  | マオウ科 Gnetaceae                 |
|  |                                    |

|  | マオウ科 Ephedraceae                                                                      |
|  |                                                                                           |
|  | \| \| ウェルウィッチア科 Welwitschiaceae \| \| \| \| \| \| マオウ科 Gnetaceae \| \| \| \| |
|  |                                                                                           |
|  | ウェルウィッチア科 Welwitschiaceae                                                        |
|  |                                                                                           |
|  | マオウ科 Gnetaceae                                                                        |
|  |                                                                                           |

|  | ウェルウィッチア科 Welwitschiaceae |
|  |                                    |
|  | マオウ科 Gnetaceae                 |
|  |                                    |

|  | コウヤマキ科 Sciadopityaceae                                                |
|  |                                                                             |
|  | \| \| ヒノキ科 Cupressaceae \| \| \| \| \| \| イチイ科 Taxaceae \| \| \| \| |
|  |                                                                             |
|  | ヒノキ科 Cupressaceae                                                       |
|  |                                                                             |
|  | イチイ科 Taxaceae                                                           |
|  |                                                                             |

|  | ヒノキ科 Cupressaceae |
|  |                       |
|  | イチイ科 Taxaceae     |
|  |                       |

|  | ナンヨウスギ科 Araucariaceae |
|  |                              |
|  | マキ科 Podocarpaceae         |
|  |                              |

|  | コウヤマキ科 Sciadopityaceae                                                |
|  |                                                                             |
|  | \| \| ヒノキ科 Cupressaceae \| \| \| \| \| \| イチイ科 Taxaceae \| \| \| \| |
|  |                                                                             |
|  | ヒノキ科 Cupressaceae                                                       |
|  |                                                                             |
|  | イチイ科 Taxaceae                                                           |
|  |                                                                             |

|  | ヒノキ科 Cupressaceae |
|  |                       |
|  | イチイ科 Taxaceae     |
|  |                       |

|  | ナンヨウスギ科 Araucariaceae |
|  |                              |
|  | マキ科 Podocarpaceae         |
|  |                              |

また、雌性胞子嚢穂の形態により、古くから化石裸子植物ボルチア類との類縁関係が示唆されており、ボルチア目 Voltziales を球果植物の1目として含むことも多い。そしてその更に祖型であると考えられているコルダイテス類も球果植物に含めて扱い、コルダボク目とすることもあった。分子系統解析により現生裸子植物の単系統性が支持されて以降、その情報により補正した化石植物を含む系統解析では、ボルチア類は現生裸子植物の姉妹群に、コルダイテス類はさらにその2群を合わせたクレードの姉妹群となるという解析結果もある。

## 形態

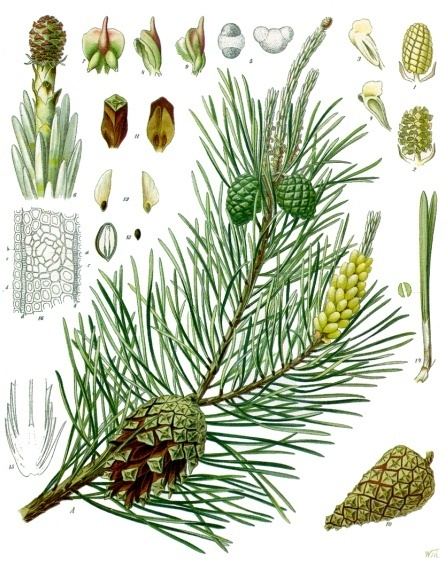
ヨーロッパアカマツ Pinus sylvestris

すべて木本である。針葉樹（しんようじゅ、needle-leaved tree, acicular tree）は普通葉の形状から木本植物を区分したうちの1つであり、基本的には球果植物はすべて針葉樹であるとみなされる。ナギ Nageia nagi およびイヌマキ Podocarpus macrophyllus（マキ科）は広葉をもつが、球果植物であるため広葉樹（こうようじゅ、broad-leaved tree, hardwood）ではなく、鱗状葉を持つヒノキやイブキ（ヒノキ科）、針状葉を持つマツ科や旧スギ科とともに針葉樹として扱われる。
共有派生形質は針葉、前胚の形成、花粉管受精、葉緑体ゲノムにおける逆位反復配列の顕著な短縮が挙げられている。

### 葉
現生の球果植物の普通葉は全て単葉で、多くは細くて先細りとなるため、針葉（しんよう、needles）と表現され、共有派生形質であると考えられている。Laubenfels (1953) は現生球果植物の普通葉を、針形葉、線形葉、鱗形葉にナギなどの幅広い葉を加えた4つのタイプに分類した。
針状で扁平ではないものを針形葉（しんけいよう、または針状葉、針葉、needle leaf）という。スギは針形葉が螺旋状につき、葉の基部が小枝と一体化している。マツ属 Pinus では光合成を担う針形葉は短枝にのみ生じ、分類群ごとに短枝1本当たり1–5本の葉が一定の数ずつつく。クロマツでは短枝に2本の針形葉、ダイオウマツは短枝に3本の針形葉、ゴヨウマツは短枝に5本の針形葉をつける。この短枝は俗に「松葉」と呼ばれる。
幅が狭く扁平なものを線形葉（せんけいよう、または線状葉、線葉）という。中脈が明らかで、背軸面には気孔が気孔帯がみられることが多い。モミ、ツガ（マツ科）、カヤ、イヌガヤ（イチイ科）などには2本の気孔帯が認められる。イヌマキ（マキ科）の線形葉は中脈が顕著である。コウヤマキ（コウヤマキ科）の線形葉は短枝につく2本の葉が合着したものである。
扁平な葉が十字対生して茎を包んでいるものを鱗形葉（りんけいよう、または鱗状葉、鱗葉、scale like leaf）と呼ぶ。ヒノキ科の普通葉に多く、ヒノキやサワラ、アスナロやコノテガシワに見られる。ビャクシンの葉は普通、鱗形葉であるが、ときどき針形葉を交じる。
ナギモドキ属 Agathis やナンヨウスギ属 Araucaria（ナンヨウスギ科）、ナギ属 Nageia（マキ科）では著しく幅の広い葉を持つ。Nageia wallichiana では、長さ12.5 cm、幅3.5 cm に達する大きな葉を持つ。
ヒノキ科以外の多くの球果植物の葉は長枝に発生し、螺旋葉序または互生葉序となる。ヒノキ科では全て十字対生か輪生葉序である。

### 茎
茎はよく分枝し、多くの部分では多少とも節間が伸長する。
球果植物の維管束は真正中心柱で、一次木部は内原型である。材は硬木質であり、二次成長によって大量の緻密な二次木部を形成し、柔組織は少ない。木部はほとんど仮道管からなり、放射方向の壁に普通1列（から数列）の円形の有縁膜孔（ゆうえんまくこう、bordered pit）を持つ。放射組織は狭く、多くは1細胞列である。
マツ科のトウヒ属、モミ属、トガサワラ属などでは成長期に生じた針葉の大部分は腋芽を欠く。これらの球果植物では頂芽のすぐ下にある偽輪生につく少数の腋芽から分枝が起こる。ヒノキ科では平らな細かい枝系を発達させる。マツ科のカラマツ属 Larix、ヒマラヤスギ属 Cedrus、イヌカラマツ属 Pseudolarix では長枝だと同じく短い枝にも普通葉を生じる。マツ属 Pinus ではシュートに長枝と短枝が分化し、光合成を担う針形葉は短枝にのみ生じる。
茎や葉に樹脂道が発達する。これはグネツム類には見られない。

### 生殖器官
球果植物のうち、マツ目およびヒノキ類のナンヨウスギ科、コウヤマキ科、ヒノキ科は典型的な球果（毬果、cone、雌性球果）とよばれる雌性胞子嚢穂を形成する。受粉期の球果は雌球花（雌性球花）と呼ばれる。雌性球果は種鱗と苞鱗からなる鱗片（果鱗、種鱗複合体）を単位とする複合胞子嚢穂であると考えられている。球果植物のすべてが穂状の球果を作るわけではない。イチイ科やマキ科は球果状の雌性胞子嚢穂は持たず、仮種皮果（かしゅひか、arillocarpium）を形成する。イヌガヤ科の種子は種皮の外層が肥厚して肉質となり、核果状の種子果（しゅしか、seminicarpium）を作る。
球果植物の小胞子嚢性（雄性）の生殖器官も穂状となり、雄球花（雄性球果、雄性球花、pollen cone）と呼ばれる。普通、雄球花は単体胞子嚢穂であるが、イチイ科では複合胞子嚢穂を作る。単体胞子嚢性の雄球花は花粉を作る小胞子嚢を背軸側に1つ備えた小胞子葉を螺旋配列する穂状の生殖シュートからなる。
球果植物の大部分は雌雄同株で、同一個体に雌性球果と雄性球果を生じるが、イチイ科、ナンヨウスギ科、マキ属、イヌガヤ属、ヒノキ科の一部では雌雄異株のものも見られる。

## 生態
球果植物には長命な先駆種という生き方を行うものが多く、寒冷・乾燥・貧栄養という環境下での競争では被子植物を上回る。球果植物は仮道管しか持たないが、乾燥・寒冷条件では、直径が小さいためエンボリズムによる通水障害が起こりにくく、道管よりも有利だと考えられている。実際、乾燥気候や海岸などの生理的な乾燥環境にも適応している。また、送受粉は風媒により行い、送粉者が少ない冷帯には針葉樹林が多くを占める。

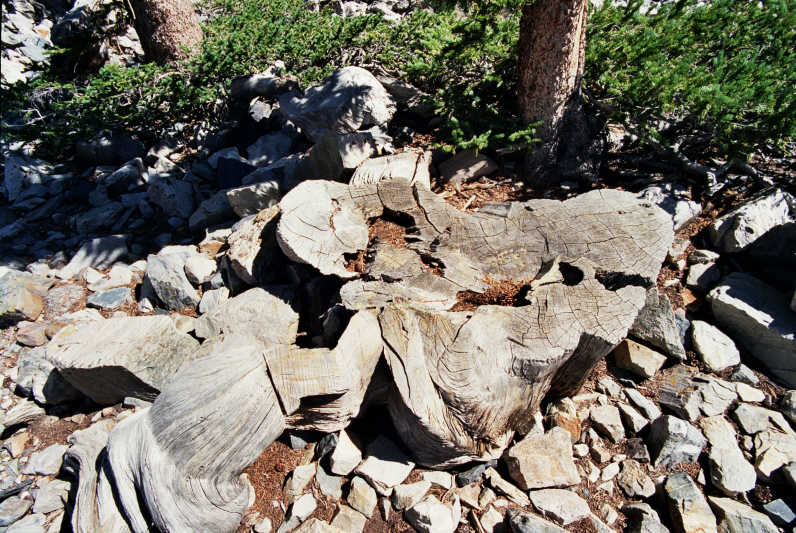
最長寿とされるネバダイガゴヨウマツ の切り株。プロメテウスという愛称で知られる。

気温や土壌水分・養分条件が中庸な南半球の温帯や北アメリカ西部などの地域では、長命な巨木を作るものが多い。これまでに知られる最長寿の樹種は球果植物である。これまで年輪が計測された中で最も長寿な種は5060年生きた北アメリカ西部の乾燥した亜高山帯に生息するネバダイガゴヨウマツ Pinus longaeva でプロメテウスの愛称で知られる。2番目に長寿なのは3622年の南アメリカの温帯多雨林に生息するパタゴニアヒバ Fitzroya cupressoides、3位は3266年の北アメリカ西部温帯林に生息するセコイアデンドロン Sequoiadendron giganteum である。
現存する最大の樹木である個体が知られる。最も樹高が高い樹木は、北アメリカ西部の温帯林に生育する115.9 m のセコイア Sequoia sempervirens であり、次いで100.3 m のベイマツ Pseudotsuga menziesii が知られている。幹の体積では、セコイアデンドロンが最も大きく、次いでセコイア、そして3番目にナギモドキ属の Agathis australis が大きい。

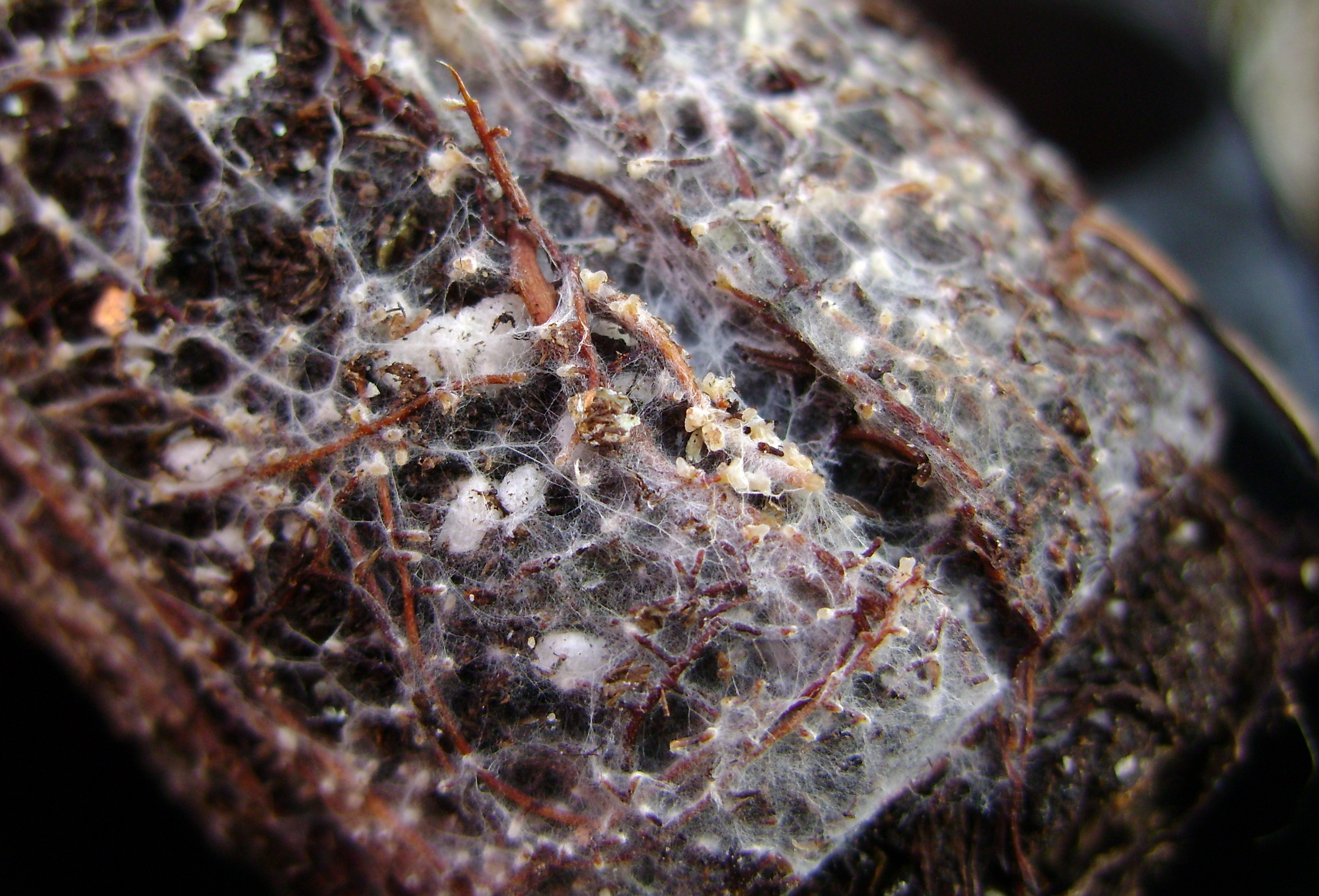
カナダトウヒ の外生菌根

球果植物の多くはアーバスキュラー菌根菌 (AM) と共生している。イチイ科や旧スギ科ではアーバスキュラー菌根菌のみが知られているが、マツ科の多くでは根系に外生菌根 (ECM) を形成する。ほかにヒノキ亜科でも AM と ECM の共存、マツ科やナンヨウスギ科の一部では内外生菌根の存在も確認されている。ナンヨウスギ目とコウヤマキ科では根系に根粒様構造 (nodule-like structure) を形成する。ナンヨウスギ目が持つ根粒様構造は窒素固定にはほぼ関与していない。

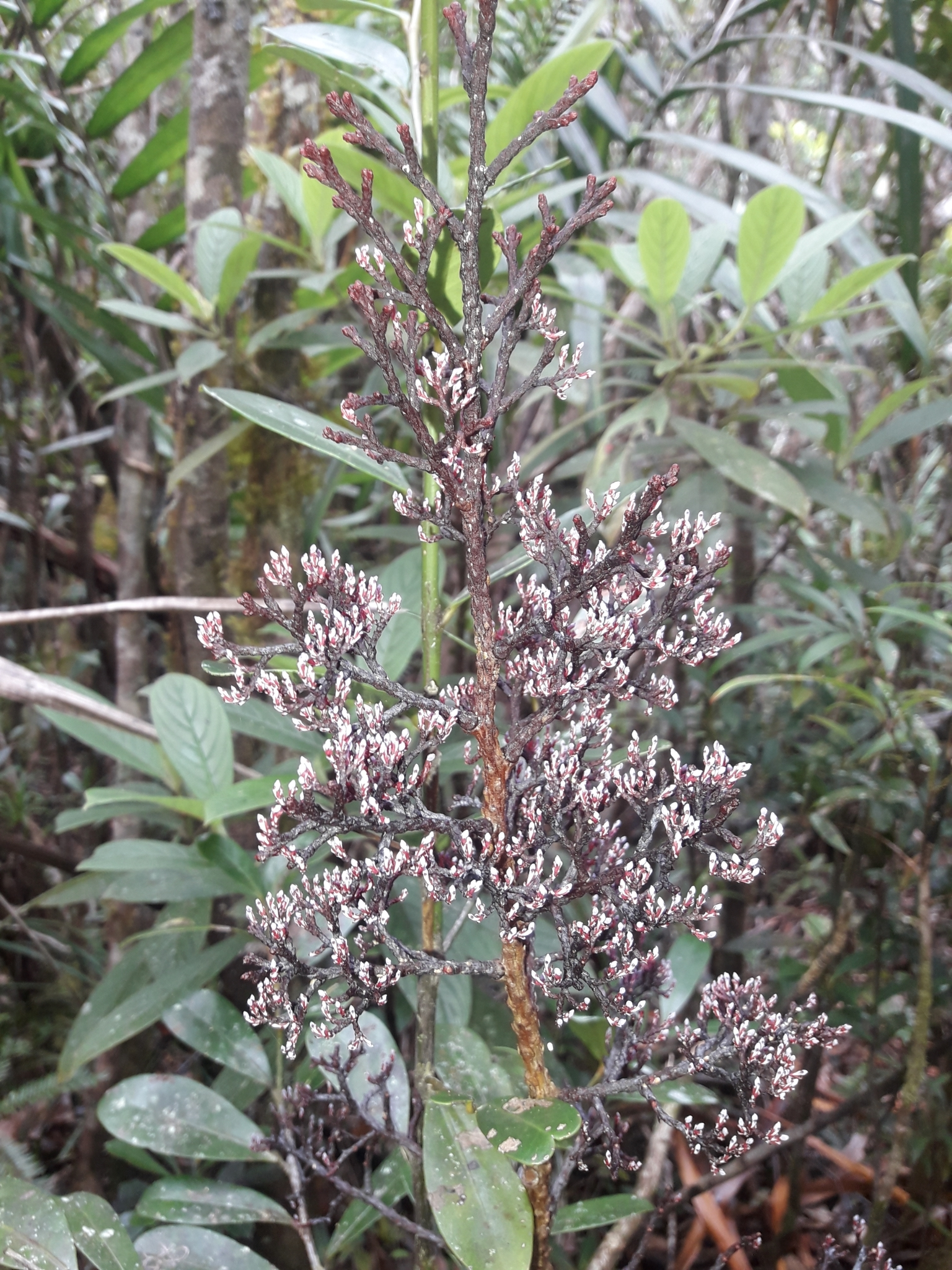
寄生性裸子植物、パラシタクスス・ウスタ 。

ヌマスギ Taxodium distichum は沼沢地に生えるが、完全な水生のものは知られていない。ただ1種のみ寄生性のものが知られており、ニューカレドニアから見つかるマキ科のパラシタクスス・ウスタ Parasitaxus usta はマキ科のファルカチフォリウム・タクソイデス Falcatifolium taxoides の根に寄生する。葉緑体を失い紫色をしている。

## 分布
球果植物は全世界に分布するが、各系統は特徴的な分布を示す。南アメリカ中部、オーストラリア中・西部、インド中・南部、アフリカ西部などには分布しない。
マツ科は新第三紀の寒冷化に伴い北半球で多様化し、現在は多くが北半球に見られる。分布は連続的で、ユーラシア大陸および北アメリカ大陸のほぼ全域に分布する。分布の最南端は東南アジアの島嶼部で、マレー半島を経由し、スマトラ島、ジャワ島、ボルネオ島に及ぶがセレベス島やニューギニア島には分布しない。
それに対し、ナンヨウスギ目のナンヨウスギ科や起源の古いマキ科は南半球にのみ生息する。ナンヨウスギ科の分布は不連続で、ニュージーランド北島、オーストラリア北東部、ブラジル、チリに隔離分布する。最北端は東南アジア島嶼部で、ニューギニア島、セレベス島、スマトラ島からミンダナオ島、そしてマレー半島にも及ぶ。マキ科の分布も不連続で、最北端は日本列島である。フェロスファエラ属 Pherosphaera はオーストラリアのニューサウスウェールズ州およびタスマニア、エダハマキ属 Phyllocladus はフィリピン、ボルネオ島、モルッカ諸島、タスマニア、ニュージーランドに不連続に分布する。
ヒノキ科は全世界に広く分布する。ヒノキ亜科は北半球に、カリトリス亜科は南半球に両極分布する。セコイア亜科では、北アメリカ大陸の西海岸にのみ残存するセコイアおよびセコイアデンドロンと、中国の四川省にのみ残存するメタセコイアの3種からなり、遺存的な分布を示す。スギ亜科も同様で、スギとスイショウは東アジアに、ヌマスギ属は北アメリカに分布する。タスマニアスギ亜科はタスマニアにのみ分布する。
コウヤマキ科は日本固有の科で、福島県から九州まで不連続に分布する。